# Майзелис, Илья Львович
Илья Львович Майзелис (28 декабря 1894, Умань — 23 декабря 1978, Москва) — советский шахматист, шахматный теоретик, историк и литератор; переводчик. Член редколлегии журнала «64. Шашки и шахматы в рабочем клубе» (1925—1930), ответственный секретарь издания «Советская шахматная хроника» (1943—1946), выходившего на английском языке в Москве под эгидой Всесоюзного общества культурных связей с организацией (ВОКС).
Лучшие результаты в соревнованиях: турнир городов «Б» (1924) — 1-2-е место; первенство Москвы (1932) — 4-е место. Также участвовал в первенствах Москвы 1924 / 1925 (9,5 из 17, +8-6=3, 8-9 места), 1927 (6,5 из 15, 11-12 места), 1928 (5,5 из 17, +4-10=3, 15-16 места).
Автор учебника шахматной игры для юношества, ряда работ в области теории (эндшпиль) и истории шахмат. Переводчик «Учебника шахматной игры» (1926) и повести «Как Виктор стал шахматным мастером» (1973) Эм. Ласкера, книг «Теория и практика эндшпиля» (1928) И. Бергера, «Моя Система» А. Нимцовича (1926—1928). В 1930 вышло 5-е издание этой работы.

## Книги
- Начинающий шахматист. — М.—Л.: Детиздат, 1937. — 256 с.
- Шахматный ежегодник, [том 1—2], М., 1937—1938 (соавтор);
- Основы дебютной стратегии. Для шахматистов 4-й и 3-й категории, М., 1940 (соавтор);
- Избранные партии советских и международных турниров 1946 года, М. — Л., 1949 (соавтор);
- Майзелис И.Л., Юдович М.М. Учебник шахматной игры. — М.—Л.: Физкультура и спорт, 1948. — 112 с.
- Ладья против пешек. К теории ладейного эндшпиля, М., 1956;
- Шахматные окончания. Пешечные, слоновые, коневые, под редакцией Ю. Авербаха, М., 1956 (соавтор);
- Майзелис И.Л. Шахматы / Ред. и соавт. М. Юдович. — 2-е изд., перераб. и доп. — М.: Детгиз, 1960. — 391 с. (1-е изд. — «Начинающий шахматист», 1937 г.)

## Факты
- Первым в СССР привлёк своей статьёй внимание к картине 1603 года «Бен Джонсон и Уильям Шекспир», приписываемой Карелу ван Мандеру и изображающей английских драматургов XVII века.